# Karoline Beck-Krämer
Karoline Beck-Krämer (* 1941 in Frankfurt am Main; † 26. Oktober 2015 ebenda) war eine deutsche Kommunalbeamtin und Geschäftsführerin der Pestalozzi-Stiftung.

## Werdegang
Karoline Krämer wurde in Frankfurt am Main geboren. Sie war die Nichte des von 1954 bis 1960 amtierenden Stadtverordnetenvorstehers Edwin Höcher (SPD). Ihre erste Ehe mit dem Direktor der Frankfurter Bundesgartenschau von 1989 in den Niddaauen, dem Bauingenieur und städtischen Angestellten Fritz Krämer (1926–2008), blieb kinderlos. Nach ihrer Heirat mit dem Kunsthistoriker Herbert Beck, dem Direktor des Liebieghauses und des Städelschen Kunstinstituts, nahm sie den Doppelnamen an.
Sie trat nach Abschluss ihrer Schulausbildung Anfang der 1960er Jahre in den Dienst der Stadt Frankfurt am Main. In den 1970er Jahren gehörte sie zum Team des damaligen Kulturdezernenten Hilmar Hoffmann (SPD). Im Jahre 1981 berief sie der damalige Oberbürgermeister Walter Wallmann (CDU) als Leitende Magistratsdirektorin zur Protokollchefin der Stadt im Frankfurter Rathaus, eine Position, die sie 26 Jahre innehatte. Sie war Mitautorin des zuerst 2001 erschienenen Standardwerkes Repräsentation im Rathaus des Deutschen Städtetages.
Seit Mitte der 1970er Jahre war sie rund vier Jahrzehnte Geschäftsführerin der Pestalozzi-Stiftung in Frankfurt, die Stipendien an Studenten und Auszubildende vergibt. Von 1989 bis 2012 war sie für den Bundesverband Deutscher Stiftungen als Beirat und Vorstandsmitglied tätig. Sie war 1993 Mitgründerin der Initiative Frankfurter Stiftungen. Ab 2007 war sie Vorsitzende des Kuratoriums Kulturelles Frankfurt. Für die jüdische Gemeinde der Stadt engagierte sie sich als Mitglied der Frankfurter Gruppe der Women’s International Zionist Organisation (WIZO).
Wegen ihrer schweren Erkrankung nahm Karoline Beck-Krämer ihre Aufgaben ab Weihnachten 2011 nicht mehr wahr. Sie wurde auf dem Frankfurter Hauptfriedhof beigesetzt.

## Ehrungen (Auswahl)
- 2012: Verdienstkreuz am Bande der Bundesrepublik Deutschland[5]

## Mitgliedschaften (Auswahl)
- The Tel Aviv Yafo Foundation[6]
- Bundesverband Deutscher Stiftungen
- Women’s International Zionist Organisation